# 동해초등학교 (경북)
동해초등학교는 대한민국 경상북도 포항시에 있는 공립 초등학교이다.

## 학교 연혁
- 1928년 12월 1일 동해공립보통학교 개교
- 1938년 4월 1일 동해공립심상소학교로 개칭
- 1941년 4월 1일 동해공립국민학교로 개칭
- 1946년 4월 1일 동해국민학교로 개칭
- 1985년 3월 5일 병설유치원 개원 40명(1학급)
- 1994년 3월 1일 흥환국민학교 본교에 편입
- 1996년 3월 1일 동해초등학교로 교명 변경
- 2000년 3월 1일 내북초등학교 본교에 편입
- 2013년 3월 1일 흥환분교장 통폐합
- 2019년 3월 1일 제36대 윤춘식 교장 부임
- 2020년 1월 6일 제89회 졸업식 79명 졸업(총 졸업생 수 : 11,110명)
- 2020년 3월 1일 2020학년도 19학급 편성(일반 17학급, 특수 2학급)
- 2021년 1월 14일 제90회 졸업식 78명 졸업(총 11,188명)
- 2021년 3월 1일 제37대 전석진 교장 부임
- 2021년 3월 1일 2021학년도 18학급 편성(일반 16학급, 특수 2학급)

## 참고 자료
- 동해초등학교 - 한국교육학술정보원 학교알리미